# Мишево
Мишево (пол. Myszewo, нім. Groß Mausdorf) — село в Польщі, у гміні Новий Став Мальборського повіту Поморського воєводства.
Населення — 205 осіб (2011).
У 1975-1998 роках село належало до Ельблонзького воєводства.

## Демографія
Демографічна структура станом на 31 березня 2011 року:
|          | Загалом | Допрацездатний вік | Працездатний вік | Постпрацездатний вік |
| -------- | ------- | ------------------ | ---------------- | -------------------- |
| Чоловіки | 106     | 22                 | 74               | 10                   |
| Жінки    | 99      | 16                 | 58               | 25                   |
| Разом    | 205     | 38                 | 132              | 35                   |